# Molophilus pallatangensis
Molophilus pallatangensis är en tvåvingeart som beskrevs av Alexander 1929. Molophilus pallatangensis ingår i släktet Molophilus och familjen småharkrankar.
Artens utbredningsområde är Ecuador. Inga underarter finns listade i Catalogue of Life.